# Венетико (Месиния)
Венетико (греч. Βενέτικο) — небольшой необитаемый остров в Греции в Ионическом море. Входит в группу островов Инусе. Находится у юго-западной оконечности Пелопоннеса к югу от мыса Акритас, к востоку от островов Сапьендза, Айия-Мариани и Схиза. Наивысшая точка 183 м над уровнем моря. Административно относится к общине (диме) Пилос-Нестор в периферийной единице Месинии в периферии Пелопоннес.
Павсаний упоминает остров как Феганусса (др.-греч. Θηγανούσσα).
Остров входит в сеть «Натура 2000».